# Барух, Калми
Калми Барух (серб. Калми Барух; 26 декабря 1896—1945) — боснийский учёный еврейского происхождения, специалист в области сефардского языка, один из первых испанистов в Югославии.

## Биография
Калми Барух родился в декабре 1896 года в Сараево, в одной из старых сефардских семей Боснии и Герцеговины. Окончил начальную школу в Вишеграде, среднюю школу в Сараево. Высшее образование и степень доктора за диссертацию Der Lautstand des Judenspanischen in Bosnien («Звуковая система сефардского языка в Боснии») получил в Венском университете. Работал учителем в Первой Сараевской гимназии. Стал первым и единственным учёным Балканского полуострова, получившим стипендии испанского правительства и поступившим в постдокторантуру Испанского центра исторических исследований в Мадриде (1928—1929).
Долгое годы публиковался в югославских и европейских журналах, посвящённых лингвистике и литературе, таких как Srpski književni glasnik и Misao (Белград), Revista de filología Española (Мадрид). Также сотрудничал с Институтом балканских исследований, Белградским университетом и Королевской академией испанского языка. Переводил с испанского на сербский (Энрике Ларрета: Slava don Ramira, Jedan život u doba Filipa II, Narodna prosveta, Белград, 1933; Хосе Эустасио Ривера: Vrtlog, Minerva, Суботица-Белград, 1953). Барух представлял в Югославии малоизвестные произведения современной испанской литературы и снабжал их своими комментариями. Он также публиковал работы по лингвистической компаративистике, школьные учебники и научные труды по филологии, в особенно о литературе на романских языках. Собирал, систематизировал и изучил сефардские языковые формы и фольклор Боснии, Приштины и Скопье.
Калми Барух был одним из основателей прогрессивного сараевского журнала Pregled, авторитетным сотрудником журналов Jevrejski život и Jevrejski глас, входил в культурно-просветительское общество La Benevolencija. Вместе с ним работали профессор Эрнесто Хименес Кабальеро, доктор Иво Андрич, Исидора Секулич, Жак Конфино, Станислав Винавер, доктор Йован Кршич, доктор Мориц Леви, Лаура Папо.
Барух владел десятью языками, но свои работы в основном писал на сербском (сербохорватском), затем сефардском, испанском, французском и немецком.
В 1930-х годах Калми Барух принадлежал к интеллектуалам Югославии, разделявшим левые взгляды. Особое внимание он уделял учащимся низкого социального происхождения, образовательным программам для рабочего класса, межконфессиональной толерантности и боролся против антисемитизма. Во время Гражданской войны в Испании безоговорочно принял сторону республиканцев.
После оккупации Югославии в 1943 году немецкая администрация арестовала Баруха и депортировала из страны. Он умер в концентрационном лагере Берген-Бельзен в 1945 году, через несколько дней после его освобождения союзными войсками.

## Избранные публикации
- Španske romanse bosanskih Jevreja;
- El Judeo-Español de Bosnia;
- Jevreji na Balkanu i njihov jezik;
- Španija u doba Majmonidesovo;
- Španija Filipa II;
- Španija u književnosti jedne generacije;
- Miguel de Unamuno;
- Islamski izvori Danteove Božanske komedije